# Valor
Valor  – amerykański serial (dramat wojskowy thriller) wyprodukowany przez Warner Bros. Television oraz CBS Television Studios, który został stworzony przez Kyle Jarrow. Serial był emitowany od 9 października 2017 roku do 29 stycznia 2018 roku przez The CW.
Na początku maja 2018 roku, stacja The CW ogłosiła anulowanie serialu po jednym sezonie.
Serial opowiada o pracy i prywatnym życiu elitarnej załogi jednostki pilotów śmigłowców armii Stanów Zjednoczonych.

## Obsada

### Główna
- Matt Barr jako Leland Gallo[3]
- Christina Ochoa jako Nora Madani[4]
- Charlie Barnett jako Ian Porter[5]
- W. Trè Davis jako Jimmy Kam[6]
- Corbin Reid jako Jess Kam[7]
- Nigel Thatch jako Robert Haskins[7]
- Melissa Roxburgh jako Thea[8]

### Role drugoplanowe
- Brian Letscher jako Tucker Magnus[9]
- Bryan Craig jako Adam Coogan[9]

## Odcinki
| Sezon | Odcinki | Oryginalna emisja w The CW | Oryginalna emisja w The CW |
| Sezon | Odcinki | Premiera sezonu            | Finał sezonu               |
| ----- | ------- | -------------------------- | -------------------------- |
| 1     | 13      | 9 października 2017        | 29 stycznia 2018           |

### Sezon 1 (2017-2018)
| Nr | Tytuł              | Reżyseria        | Scenariusz                     | Premiera w CW        |
| -- | ------------------ | ---------------- | ------------------------------ | -------------------- |
| 1  | Pilot              | Michael M. Robin | Kyle Jarrow                    | 9 października 2017  |
| 2  | Espirit de Corps   | Randy Zisk       | Kyle Jarrow                    | 16 października 2017 |
| 3  | Soldier Ready      | Mikael Salomon   | Anna Fricke                    | 23 października 2017 |
| 4  | Espirit de Corps   | Steve Robin      | Josh Reims                     | 30 października 2017 |
| 5  | Full Battle Rattle | Alex Pillai      | Bret VandenBos, Brandon Willer | 6 listopada 2017     |
| 6  | I Got Your Six     | Ruba Nadda       | Celine Geiger                  | 13 listopada 2017    |
| 7  | Blurred Lines      | Mark Haber       | April Fitzsimmons              | 20 listopada 2017    |
| 8  | About-Face         | Gregory Prange   | Casey Fisher                   | 4 grudnia 2017       |
| 9  | Stay Frosty        | Geary McLeod     | Kyle Jarrow                    | 11 grudnia 2017      |
| 10 | Ciphers            | David McWhirter  | Anna Fricke                    | 1 stycznia 2018      |
| 11 | Command & Control  | Lee Rose         | Shamar S. White                | 15 stycznia 2018     |
| 12 | Oscar Mike         | Tara Weyr        | Caitlin Saunders               | 22 stycznia 2018     |
| 13 | Costs of War       | Gregory Prange   | Josh Reims                     | 29 stycznia 2018     |

## Produkcja
3 lutego 2017 roku stacja The CW ogłosiła zamówienie pilotowego odcinka serialu.
W tym samym miesiącu poinformowano, że Matt Barr i Charlie Barnett otrzymali rolę: Lelanda Gallo oraz Iana Portera.
W marcu 2017 roku, ogłoszono, że do obsady dołączyli: W. Trè Davis, Christina Ochoa, Nigel Thatch, Corbin Reid oraz Melissa Roxburgh.
10 maja 2017 roku stacja The CW zamówiła serial na sezon telewizyjny na sezon 2017/18, którego emisja została zaplanowana na jesień 2017 roku.
W połowie września 2017 roku, poinformowano, że w serialu zagrają Brian Letscher i Bryan Craig.